# Harold B. Mattingly
Harold Braithwaite Mattingly (ur. 13 sierpnia 1923, zm. 23 sierpnia 2015 w Truro) – brytyjski historyk zajmujący się starożytnością oraz numizmatyk. Profesor emerytowany Uniwersytetu w Leeds.

## Książki
- The Athenian empire restored. Epigraphic and historical studies. Univ. of Michigan Press, Ann Arbor 1996, ISBN 0-472-10656-2.
- From coins to history. Selected numismatic studies. Univ. of Michigan Press, Ann Arbor 2004, ISBN 0-472-11331-3.